# Phyllanthus edmundoi
Phyllanthus edmundoi là một loài thực vật có hoa trong họ Diệp hạ châu. Loài này được L.J.M.Santiago miêu tả khoa học đầu tiên năm 1988.